# تشنارتوران (فتح أباد)
تشنارتوران (بالفارسية: چنارتوران) هي قرية تقع في إيران في Fathabad Rural District. يقدر عدد سكانها بـ 45 نسمة بحسب إحصاء 2016.